# Phạt Hưu
Phạt Hưu (mất 196, trị vì 184–196) là vị quốc vương thứ 9 của Tân La, một trong Tam Quốc Triều Tiên. Ông cũng được biết đến với tên Phạt Hưu ni sư kim, ni sư kim (isageum) là một tước hiệu lãnh đạo trong thời kỳ đầu của Tân La. Là hậu duệ của vị quốc vương thứ 4 Thoát Giải, ông mang họ Tích (Seok).

## Bối cảnh
Theo Tam quốc sử ký (Samguk Sagi) thuật lại thì ông được người dân tôn làm quốc vương sau khi người tiền vị là A Đạt La ni sư kim qua đời mà không có con trai nối dõi. Sự lên ngôi của ông đã chấm dứt việc các thành viên thuộc gia tộc Phác Park/Bak, tức hậu duệ của người sáng lập Hách Cư Thế kế vị nhau cai trị đất nước
Phạt Hưu được chép là cháu nội của Thoát Giải ni sư kim, song điều này được đặt nghi vấn vì ông lên ngôi sau khi Thoát Giải chết 104 năm. Mẹ của ông thuộc gia tộc Kim.

## Trị vì
Năm 185, ông chinh phục một thị quốc nhỏ tên là Triệu Văn Quốc (Somun-guk, nay thuộc Uiseong). Tân La đã có các cuộc chiến với nước láng giềng Bách Tế năm 188 (quanh Jincheon), 189, và 190 (quanh Yecheon).

## Gia đình
- Cha: Cừu Trâu (Guchu), con trai của Thoát Giải ni sư kim
- Mẹ: Chỉ Chân Nội Lễ phu nhân họ Kim (Jijinnaelye)
- Vương hậu: ?
  - Vương tử:Cốt Chính (Goljeong)
    - Vương tôn:Trợ Bôn ni sư kim
    - Vương tôn:Triêm Giải ni sư kim

  - Vương tử:Y Mãi (I-mae)
    - Vương tôn:Nại Giải ni sư kim